# بومادران مصری
 بومادران مصری(نام علمی: Achillea aegyptiaca) نام یک گونه از سرده بومادران است.